# El Alto de La Vuelta
El Alto de La Vuelta es uno de los centros poblados del municipio colombiano de Valledupar ubicado al norte, en el piedemonte de la Sierra Nevada de Santa Marta, en el departamento del Cesar.

## Geografía
Limita hacia el norte, nororiente, oriente y suroriente con el centro poblado Badillo; hacia el sur con el centro poblado Guacochito. Hacia el suroccidente y occidente limita con el centro poblado Las Raíces. Al occidente limita con el corregimiento de Río Seco y al noroccidente con el corregimiento de La Vega Arriba.
El centro poblado hace parte de la cuenca del río Cesar. Uno de los afluentes del río Cesar es el río Seco, que atraviesa el centro poblado Las Raíces hasta desembocar en el río Cesar, en inmediaciones de El Jabo.

## Historia
El territorio que actualmente comprende El Alto de La Vuelta fue fundado por el indígena de familia Arahuaca Ignacio Arias con el nombre de La Vuelta. Sin embargo, tras una inundación que sufrió la región, el asentamiento tuvo que ser movido a la parte alta del territorio que era conocido como El Alto de La Vuelta. 
El Alto de La Vuelta fue erigido como centro poblado el 30 de noviembre de 1992 por Acuerdo Municipal 038, siendo alcalde municipal de Valledupar, Rodolfo Campo Soto.
Entre mediados de la década de 1990 y mediados de 2000, la zona estuvo bajo fuerte influencias del 'Frente Mártires del Valle del Cacique Upar' de la agrupación criminal paramilitar Autodefensas Unidas de Colombia (AUC), donde cometieron múltiples asesinatos, robos y amenazas sobre la población, además montaron un campo de entrenamiento en la finca 'Los Guayacansitos' que albergaba 300 combatientes. El comandante paramilitar que operaba en la región era David Hernández Rojas, alias ‘39’, bajo órdenes de Rodrigo Tovar Pupo, alias 'Jorge 40'. En la zona también mantenían influencia las guerrillas de las FARC y el ELN, que se disputaban terreno e influencia con las AUC. Durante este período, la Policía Nacional de Colombia no hizo presencia en la región.

## Cultura
La mayoría de los habitantes de El Alto de La Vuelta pertenecen a la Iglesia católica; la patrona del pueblo es la Virgen del Carmen. El pueblo tiene un templo llamado Nuestra Señora del Carmen.